# Atractus pauciscutatus
Espèce
Statut de conservation UICN

 DD  : Données insuffisantes
Atractus pauciscutatus est une espèce de serpents de la famille des Dipsadidae.

## Répartition
Cette espèce est endémique de la région de Junín au Pérou.

## Description
L'holotype de Atractus pauciscutatus, une femelle adulte, mesure 330 mm dont 27 mm pour la queue.

## Publication originale
- Schmidt & Walker, 1943 : Three new snakes from the Peruvian Andes. Field Museum of Natural History, Chicago - Zoological Series, vol. 24, no 28, p. 325-329 (texte intégral).